# Peyrecave
Peyrecave är en kommun i departementet Gers i regionen Occitanien i sydvästra Frankrike. Kommunen ligger i kantonen Miradoux som tillhör arrondissementet Condom. År 2022 hade Peyrecave 70 invånare.

## Befolkningsutveckling
Antalet invånare i kommunen Peyrecave
Referens:INSEE